# Solidaridad (municipalité)
Solidaridad est l'une des communes (municipio) qui composent l'État de Quintana Roo au Mexique. Le siège municipal se trouve dans la ville de Playa del Carmen.

## Localités et population
| Localités             | Population |
| Total Municipio       | 333 800    |
| Playa del Carmen      | 304 942    |
| Puerto Aventuras (es) | 22 878     |
| Xpu-Há (es)           | ?          |